# 安藤昭
安藤 昭 （あんどう あきら、1959年 - ）は、日本の実業家。富士屋ホテル株式会社代表取締役社長、元花巻温泉株式会社代表取締役社長。

## 人物・経歴
1959年生まれ。1982年3月千葉商科大学商経学部卒業。同年3月富士屋ホテル株式会社入社。1990年1月シェラトン・ワイキキ・ホテル出向、2005年6月富士屋ホテル株式会社取締役、2007年6月取締役総支配人、2010年6月代表取締役社長、2014年3月花巻温泉株式会社代表取締役社長就任、2024年6月花巻温泉株式会社代表取締役社長退任、同年6月富士屋ホテル株式会社代表取締役社長(社務総括)就任。